# NK Brežice 1919
Nogometni klub Brežice 1919, krajše NK Brežice 1919 ali preprosto Brežice, je slovenski nogometni klub iz Brežic. Ustanovljen 25. 9. 1919, je osmi najstarejši nogometni klub v Sloveniji. Klub trenutno nastopa v 3. SNL Vzhod, ki je tretji rang nogometa v Sloveniji.
Klub igra domače tekme na Stadionu Brežice, ki sprejme 800 gledalcev. Celoten objekt zajema površino 24.748,50 m². Glavno igrišče, z naravno travo dimenzij 100m × 70m, je bilo posodobljeno leta 2019 in zadostuje standardnim zavezam za 1. in 2. slovensko nogometno ligo. Stadion, ki je le streljaj od bolnišnice in centra mesta je služil do pred kratkim hrvaški nogometni reprezentanci kot pripravljalna baza pred tekmami. 
Najstarejše selekcije nogometne šole nastopajo pri vrhu slovenskega mladinskega nogometa. Mladinci (U19) nastopajo v 2. slovenski mladinski ligi - vzhod, kadeti (U17) in starejši dečki (U15), pa nastopajo v 1. ligi U17/U15 MNZ Celje. Tudi mlajše selekcije so na pragu najvišjih rangov v svojih starostnih razredih v Sloveniji.

## Zanimivosti
Po propadu kluba je bil ta znova ustanovljen leta 2013. Največji uspeh so dosegli, ko so v sezoni 1984/85 igrali v tedanji prvi slovenski ligi. V novem klubu, ustanovljenem leta 2013, ali po osamosvojitvi Slovenije in razpadu prejšnjega kluba so v sezoni 2014/15 postali prvaki 4. slovenske nogometne lige (Medobčinska članska liga - MNZ Celje) in se nato po kvalifikacijah uvrstili v 3. slovensko nogometno ligo - sever (3. SNL Sever). Sezono kasneje (2015/16), so postali prvaki 3. SNL Sever in se nato skozi kvalifikacije uvrstili v 2. SNL. Članska ekipa je tako od sezone 2016/17, pa do sezone 2021/22 (šest let) igrala v drugi slovenski nogometni ligi, kjer so v sezonah 2016/17 in 2020/21 zasedli najboljši dve uvrstitvi, visoko 4. mesto. Po slabih rezultatih so v sezoni 2021/22 zasedli 15. mesto in tako izpadli rang nižje.
Najbolj znani igralci kluba, ki so kariero začeli v Brežicah so; centralni branilec Dejan Kelhar, ki je bil tudi drugi reprezentant Slovenije iz Posavja, bočni branilec Gregor Sikošek ter vezist Niko Podvinski. V odspredje pa že prihaja nova generacija brežiških nogometašev, katero v prvi slovenski nogometni ligi predstavljata dva produkta nogometne šole Jan Đapo (NK Domžale) in Timotej Brkić (ŠD NŠ Mura 05).

## Uvrstitve v Drugi ligi
| Sezona  | Mesto |
| ------- | ----- |
| 2016/17 | 4.    |
| 2017/18 | 12.   |
| 2018/19 | 14.   |
| 2019/20 | 14.   |
| 2020/21 | 5.    |
| 2021/22 | 15.   |

## Simboli ter oprema
V grbu kluba so tri najpomembnejše stavbe v mestu; grad, vodovodni stolp in most. Domača barva dresov kluba je oranžna, s črnimi hlačkami ter nogavicami. Rezervno različico pa sestavlja svetlo modro-črn dres in svetlo modre hlačke ter nogavice. Opremljevalec kluba je od 1. januarja 2022 ameriška znamka Capelli Sport.

## Nekdanji znani nogometaši
| - Dejan Kelhar - Gregor Sikošek - Stane Lazanski - Marjan Malus - Niko Podvinski - Ivan Veble - Branko Veble - Marjan Veble - Tine Kržan - Zvone Kolar - Vili Štemberger - Zvone Lapuh - Marjan Lapuh - Božo Suban - Dušan Suban - Vili Drobnič - Tine Drobnič - Boris Mirkac - Marjan Mirkac - Božo Kerin - Martin Kerin - Cveto Kerin - Srečko Denžič - Krešimir Tomin - Peter Predanič - Matjaž Savnik - Roman Molan - Bojan Petan - Marko Mitič - Damir Panić - Iztok Kapušin - Dejan Mitrovič - Željko Račič - Peter Slakonja - Marjan Galič - Boštjan Polovič - Matjaž Polovič - Aleš Polovič - Branko Elsner - Jelko Kuzmin - Boris Kuzmin - Zmago Hervol - Miran Hervol - Jaka Hervol - Klemen Zorko - Jernej Zorko - Robert Zorko - Daniel Zorko - Miran Petelinc - Jože Pintar - David Bučar - Iztok Zofič - Vili Naraglav - Mitja Kostrevc - Miran Horžen - Roman Kodrič - Bogdan Kožar - Robert Štauber - Matevž Derenda - Leo Erban - Andrej Stepan - Matej Zupančič - Anže Smukovič - Matej Šekoranja - Slavko Brdik - Antoni Brdik - Andrej Brdik - Tomaž Drugovič - Rok Baznik - Mitja Lovrinovič - Jure Gramc - Rok Budič - Andrej Tomše - Anže Rožman - Stane Rožman - Janez Pavel Vrčko - Denis Balagić - Grega Babnik - Jure Babnik - Dorijan Ožvald - Vinko Žerjav - Peter Toporšič - Uroš Karalić - David Žmavc - Sandi Rašovič - Ivan Pavlovič - Tomaž Kožar - Blaž Milar - Rok Krajnc - Tadej Šepetavc | - Cedrick Deumaga - Gerald Diyoke - Ljubomir Mijušković - Stevo Krstić - Vojo Stamenković - Srbobran Jovanović - Miladin Jevtić - Petar Sokolović - Siniša Tosić - Milorad Savčić - Ivan Petrović - Robin Bardi - Hyun-Jin Lee - Nebih Zeneli - Laudrim Ameti - Stefan Lazic - Petar Trajanovski - Blagoje Tušev - Nedin Ajanović - Mesud Lihić - Atif Lipovac - Adnan Zildžović - Adis Hadžanović - Nedo Turković - Ibrahim Sendić - Radoslav Pavičić - Josip Šagi - Josip Ratkajec - Dražen Vegel - Matija Soldo - Filip Soldo - Marko Trojak - Danijel Zlatar - Ivan Vasilj - Omar Seferović - Antonio Azinović - Mateo Tomiček - Jurica Jeleć - Miroslav Pejić - Ivan Puškarić - Emil Hamzagić - Roko Puljiz - Petar Turković - Edi Horvat - Marko Prskalo - Karlo Stošić - Marko Crnoja - Antonio Mišura - Deni Bektaši - Ante Džaja - Ivan Mladiček - Nikola Gatarić - Marko Šukser - Saša Domić - Mirko Kramarić - Patrik Gugec - Joško Karabatić - Matko Kramer - Marko Zubak - Ante Blažević - Hrvoje Belak - Toni Vidović - Vinko Brumen - Mateo Panadić - Luka Duvnjak - Matija Komljenović - Marko Perković - Denis Bejdić - Petar Dodik - Matko Ferić - Vlaho Veneti - Ivan Modrić - Luka Čagalj |